# Mrázov
Mrázov (německy Prosau) je malá vesnice, část města Teplá v okrese Cheb v Karlovarském kraji. Nachází se tři kilometry jihozápadně od Teplé. Prochází tudy železniční trať Karlovy Vary – Mariánské Lázně a jeden kilometr severně od vsi silnice II/198. Mrázov je také název katastrálního území o rozloze 3,45 km².

## Historie
První písemná zmínka o vesnici pochází z roku 1273, kdy papež Řehoř X. potvrdil její držení premonstrátům kláštera Teplá. Mrázov patřil farností a školou k dnes již zaniklé obci Svatý Vojtěch a poštou ke Klášteru Teplá.
Po první světové válce byl 4. června 1922 odhalen před domem čp. 17 pomník obětem války. Není ovšem v původní podobě. Po roce 1945 zmizela orlice, kříž i plůtek, zůstal jen korpus pomníku. Jména mrázovských padlých nahradila deska s československým státním znakem a básní „Den“ od Josefa Hory. V této básni autor vyjadřuje radost z osvobození své rodné země a v dobovém kontextu oslavuje sovětského vůdce Stalina a prezidenta Edvarda Beneše, ukončené zvoláním "Beneši, Staline!".
Po druhé světové válce a odsunu německého obyvatelstva se obec hodně vylidnila, došlo jen k částečnému dosídlení a obec stagnovala.

## Obyvatelstvo
V obci silně převažovalo obyvatelstvo německé národnosti. Ze sčítání lidu z 1. prosince 1930 vyplývá, že v obci žilo 191 Němců a jen 3 Čechoslováci.
| Rok                                                           | 1869 | 1880 | 1890 | 1900 | 1910 | 1921 | 1930 | 1950 | 1961 | 1970 | 1980 | 1991 | 2001 | 2011 | 2021 |
| ------------------------------------------------------------- | ---- | ---- | ---- | ---- | ---- | ---- | ---- | ---- | ---- | ---- | ---- | ---- | ---- | ---- | ---- |
| Počet obyvatel                                                | 158  | 170  | 153  | 163  | 169  | 178  | 194  | 101  | 89   | 99   | 98   | 75   | 73   | 60   | 51   |
| Počet domů                                                    | 25   | 25   | 31   | 32   | 33   | 34   | 38   | 27   | 28   | 21   | 22   | 21   | 23   | 24   | 25   |
| V počtů domů v roce 1961 jsou zahrnuty počty domů v Bezvěrově |      |      |      |      |      |      |      |      |      |      |      |      |      |      |      |

## Obecní správa
Při sčítání lidu v letech 1850–1879 Mrázov byl osadou obce Bezvěrov v okrese Teplá. V letech 1880–1963 byl samostatnou obcí, se kterým patřil nejprve do okresu Teplá, ale v roce 1950 v okrese Mariánské Lázně. Od roku 1964 je částí města Teplá v okrese Karlovy Vary, ale od 1. ledna 2007 v okrese Cheb.

## Doprava

### Železnice
Od roku 1898 má obec Mrázov svoji železniční zastávku na trati Mariánské Lázně-Karlovy Vary.

## Pamětihodnosti
- Usedlost ev. č. 1 (kulturní památka)
- Vodní mlýn čp. 13 (kulturní památka)

## Galerie

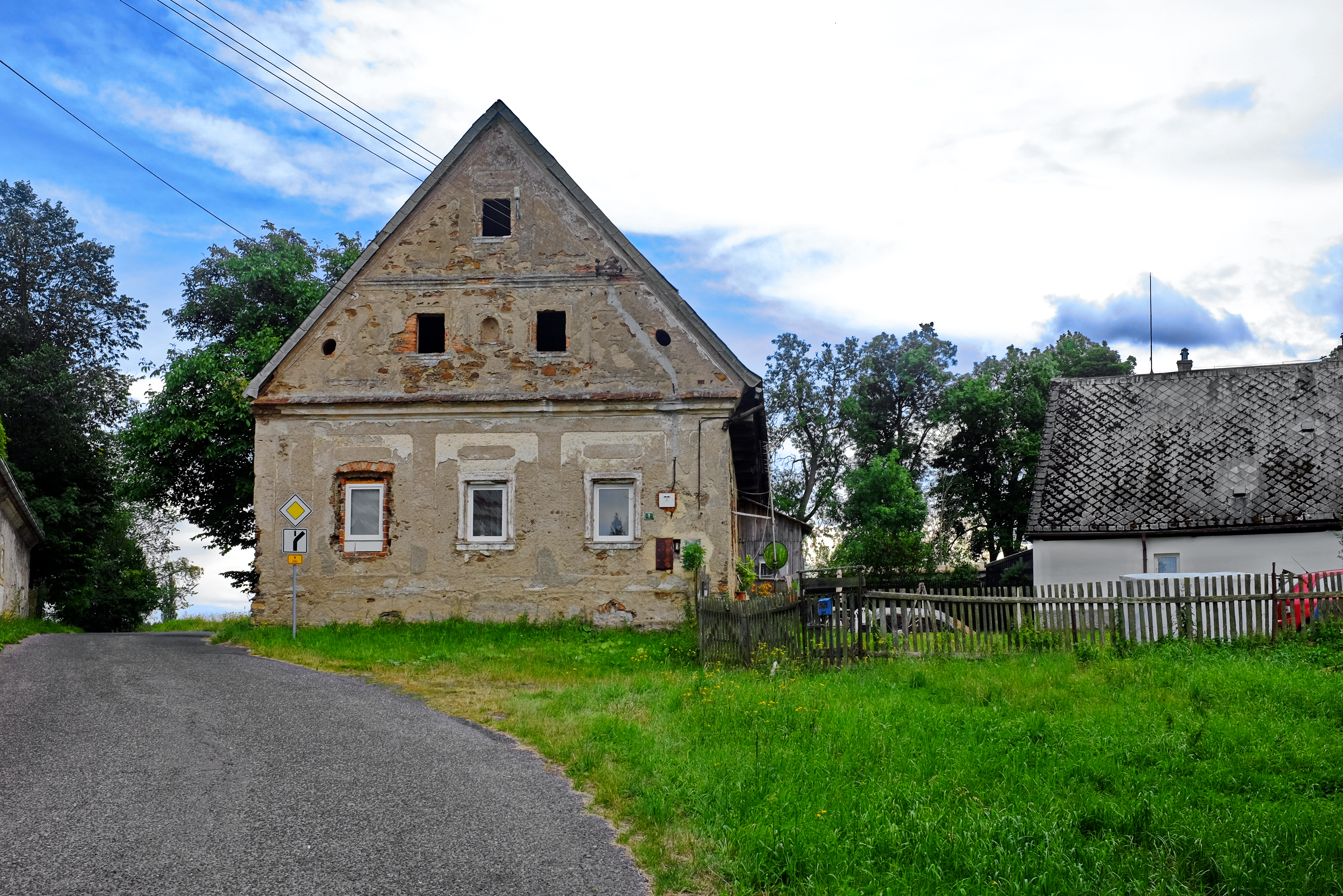
Usedlost ev. č. 1
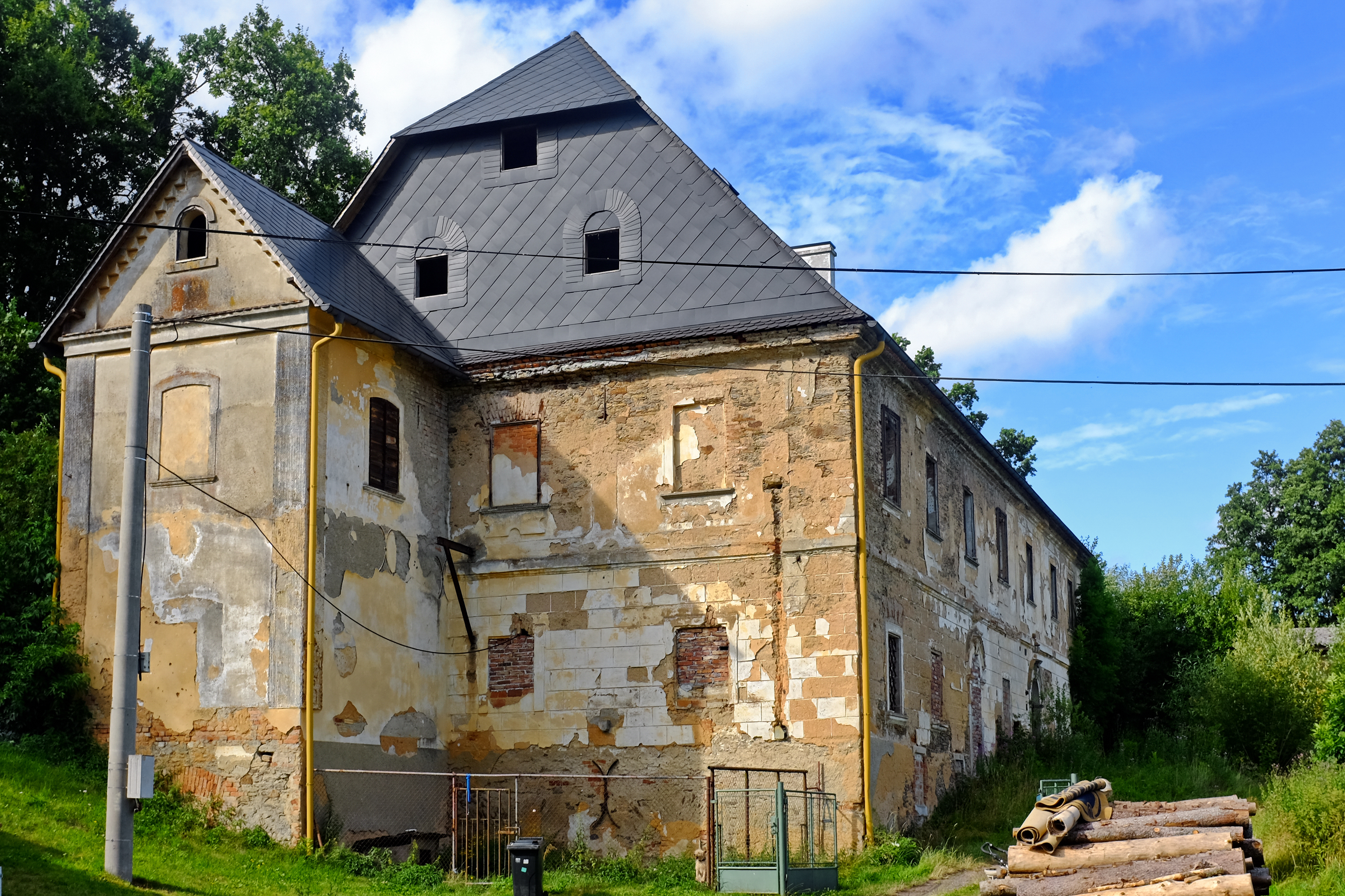
Vodní mlýn čp. 13
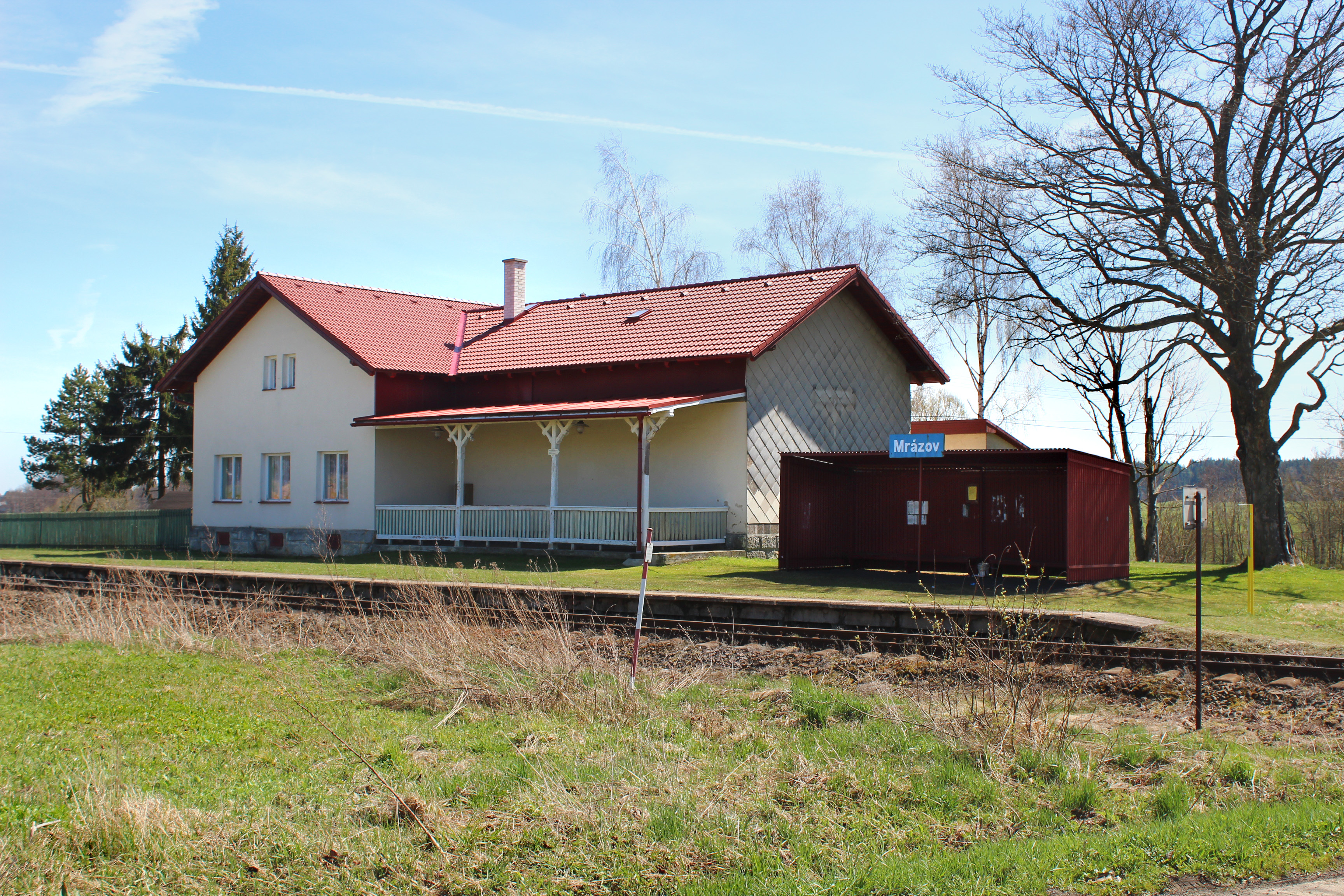
Nádraží
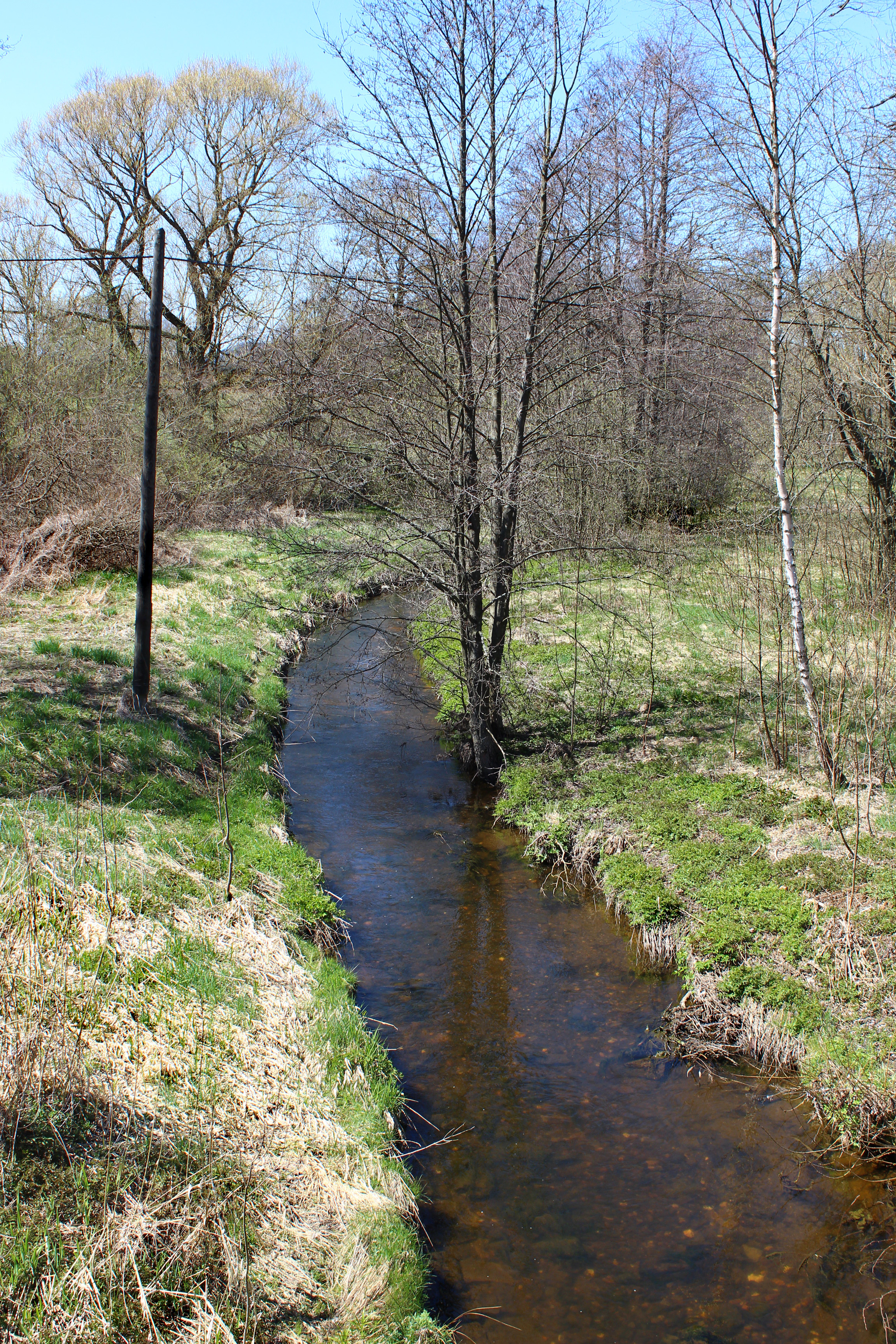
Řeka Teplá
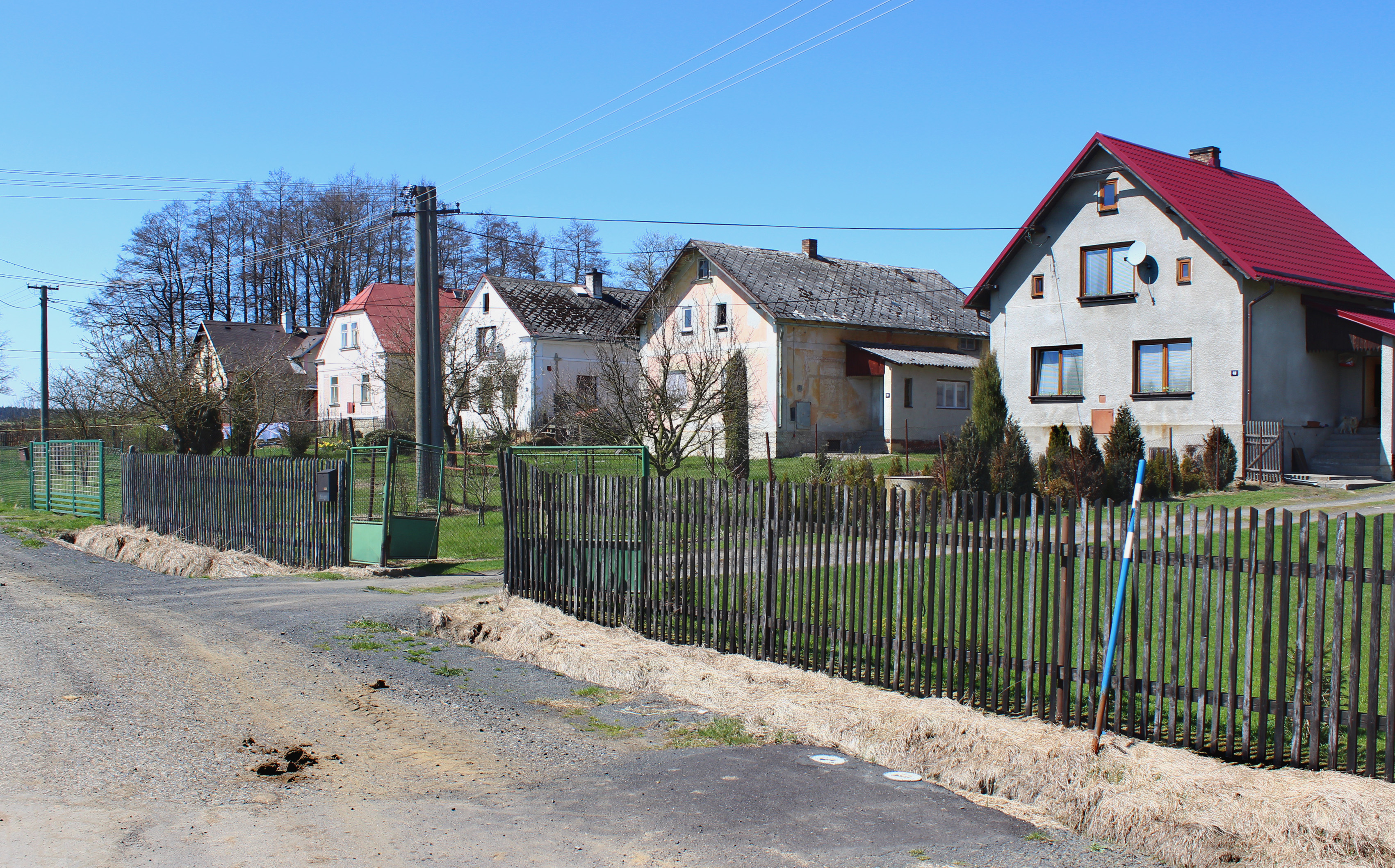
Domky u nádraží
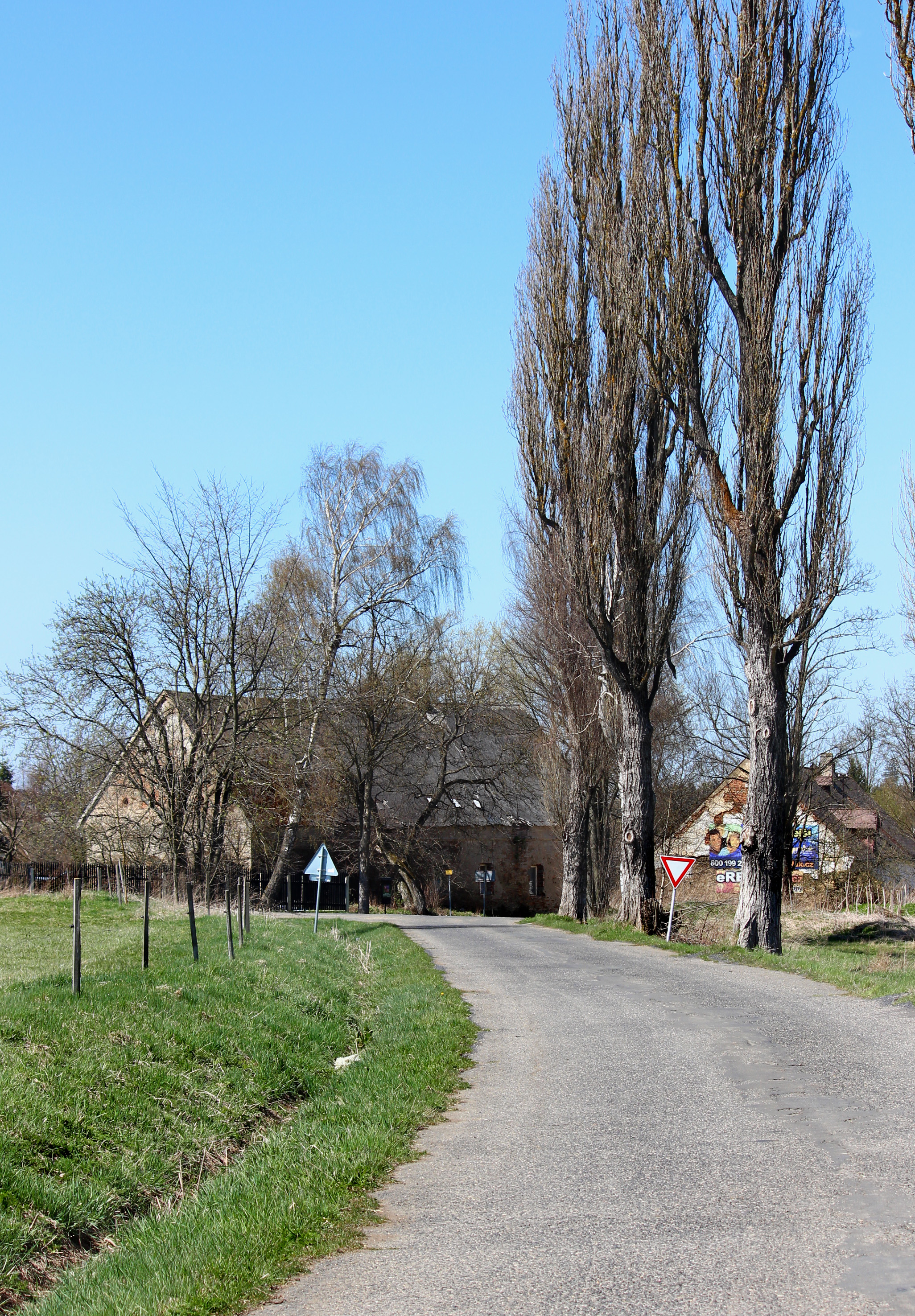
Alej na jihu